# نادي الحشد الشعبي
نادي الحشد الشعبي الرياضي هو فريق كرة قدم عراقي مقره في بغداد، تأسس في عام 2020، يلعب في الدوري العراقي الدرجة الأولى..تأهل إلى الدوري العراقي الممتاز موسم 2025_2026 بعد حصوله على المركز الأول.

## روابط خارجية
- نادي الحشد الشعبي على موقع Goalzz.com
- أندية العراق - تواريخ التأسيس